# Rafael Gómez Pérez
Rafael Gómez Pérez, (Huelva, 5 de marzo de 1935) es un profesor, escritor, periodista y crítico literario. Actualmente reside en Madrid.

## Biografía
Estudió en el Colegio Colón, de los Hermanos Maristas, Huelva. Cursó Derecho y Filosofía, doctorándose en las dos materias, en las Universidades de Sevilla, Barcelona, Navarra y Roma.
De 1977 al 2000 fue profesor de Antropología cultural en el Colegio Universitario “Cardenal Cisneros”, adscrito a la Universidad Complutense de Madrid, simultaneando este trabajo con el de periodista en el diario “Expansión”, como redactor jefe y jefe de opinión, de 1986 a 2000. Ha sido también profesor de Literatura, Filosofía, Ética e Historia económica en diversos centros escolares de Madrid.
Su mayor actividad es la de escritor de libros y de numerosos artículos de prensa, especialmente de crítica literaria. Colabora desde 1970 en la agencia periodística Aceprensa.

## Obras

### Ensayo
| Año  | Título                                                       |
| ---- | ------------------------------------------------------------ |
| 1969 | La generación de la protesta                                 |
|      | Teología en la vida diaria                                   |
|      | Università. Il nocciolo della crisi                          |
| 1971 | Universidad. Problema político                               |
| 1972 | Conciencia cristiana y conflictos políticos                  |
|      | La ley eterna en la historia                                 |
| 1973 | La fe y los días                                             |
|      | Juan Romero                                                  |
| 1975 | Represión y libertad                                         |
| 1976 | Política y religión en el régimen de Franco                  |
|      | La minoría cristiana                                         |
|      | Jóvenes rebeldes                                             |
| 1977 | El humanismo marxista                                        |
|      | Gramsci. El comunismo latino                                 |
|      | Las ideologías políticas ante la libertad de enseñanza       |
| 1978 | Introducción a la metafísica                                 |
|      | Introducción a la política activa                            |
| 1979 | Libertad y convivencia                                       |
|      | Democracia y derechos humanos                                |
|      | Persona y sociedad                                           |
| 1980 | Problemas morales de la existencia humana                    |
| 1981 | Adam Schaff. El marxismo y el individuo                      |
| 1982 | Deontología jurídica                                         |
| 1983 | El desafío cultural                                          |
|      | Raíces de la cultura                                         |
| 1986 | Los nuevos dioses                                            |
|      | Los usos del marxismo                                        |
|      | Historia básica de la filosofía                              |
| 1987 | Introducción a la ética social                               |
| 1988 | Cómo entender este fin de siglo                              |
| 1990 | La invasión del ocultismo                                    |
|      | Ética empresarial.Teoría y casos                             |
| 1992 | Lo mejor es posible                                          |
| 1992 | El Opus Dei. Una explicación                                 |
| 1993 | Cuestiones básicas de Doctrina Social de la Iglesia          |
| 1994 | El rock                                                      |
|      | Ética a Irene y Leandro                                      |
|      | El ABC de las buenas costumbres                              |
| 1995 | Los Derechos                                                 |
|      | Las grandes preguntas                                        |
| 1996 | La cultura a través del cine                                 |
| 1999 | La cultura de la empresa                                     |
|      | Ni de Letras ni de Ciencias                                  |
| 2000 | Memoria del futuro                                           |
| 2001 | Iguales y distintos. Introducción a la antropología cultural |
| 2004 | Elogio de la bondad                                          |
|      | El futuro de la fe                                           |
| 2005 | Breve historia de la cultura europea                         |
| 2006 | Informe sobre las libertades                                 |
| 2007 | Ética ciudadana                                              |
|      | Convivir con el Islam                                        |
|      | Decadencia y esperanza                                       |
|      | Cómo llegar a ser más feliz***                               |
| 2010 | Por qué leer                                                 |
|      | Confianza, economía y empresa                                |
| 2011 | Vaya usted con Dios...                                       |
|      | Saber comunicar                                              |
| 2012 | Sentido del sufrimiento                                      |
| 2013 | Ética y profesión militar                                    |
|      | Las constantes humanas                                       |
|      | Vicio, virtud e hipocresía                                   |
|      | La cultura de la libertad                                    |
| 2014 | Esos tus ojos misericordiosos                                |
| 2015 | Retorno a la infancia                                        |
|      | Variaciones sobre el tema del tiempo                         |
| 2016 | Diccionario de tópicos y de lo políticamente correcto        |
|      | La realidad fragmentada                                      |
|      | El secreto del silencio                                      |
| 2017 | Antropología económica                                       |
|      | La tristeza y sus remedios                                   |
|      | Contra el hormiguero humano                                  |
| 2018 | De Homero a Kafka                                            |
| 2019 | La fiesta en paz                                             |
| 2020 | La verdad en los tiempos de la posverdad                     |
|      | Qué es el humanismo cristiano                                |
|      | Es inevitable creer en alguien                               |
|      | Enseñanzas de la caridad                                     |
| 2021 | A propósito de ser cristiano                                 |
|      | Sentir, entender, amar, creer                                |
|      | Lo breve, Aforismos                                          |
| 2022 | El eterno femenino                                           |
|      | Rescate del cine español antiguo                             |
|      | 50 Historias Bíblicas                                        |
| 2023 | Depende de ti                                                |
|      | Cuéntame la Historia de España                               |
|      | El dilema de la IA                                           |
| 2024 | Notas inconformistas                                         |
|      | Antropología de la gente corriente                           |
| 2025 | Y después serán nada. Apuntes sobre la fama.                 |
|      | Ética para la felicidad                                      |

### Narrativa
| Año  | Título |
| ---- | --- |
| 1986 | Aventuras de Rufi, Isa y Tolín, Cantar canciones, En el bazar. El museo de las personas raras, Empiezan las aventuras. La mariposa prisionera, El grillo Juan Sebastián. Roque el triste, El hada desgraciada. Los dos canarios, La isla entre las flores . Isa y las mentiras, La lechuza Sofía. La comadreja envidiosa, La maestra Dina. Un reino para un niño, Música para todos, El niño gol. Rufi y el ruiseñor, El niño que odiaba la lluvia. El bosque al revés, El oso mentiroso. La piña de oro, El país de los hombres crueles, El perro Bolo. La princesa fea, La rosa siempre rosa. Entre col y col, El semáforo loco. La lámpara prodigiosa, El talismán. El rincón del lamento, La televisión encantada. La urraca Raca |
| 2001 | Malos viajes |
| 2004 | Claudia y Grunch |
| 2007 | El curso del muerto |
| 2011 | El Cid y la fuerza de los héroes |

### Memorias
| Año  | Título                                  |
| ---- | --------------------------------------- |
| 1974 | Huelva, lejana y rosa                   |
| 1984 | Memorias del Sur                        |
| 2010 | Memorias de muchas patrias              |
| 2013 | Memorias de mi madre                    |
| 2014 | El hombre que yo vi                     |
| 2018 | Memorias de Roma (1958-1976)            |
| 2019 | Vivir, sobrevivir y enamorarse de Roma  |
| 2019 | Mi infancia, mis padres: Huelva siempre |
| 2022 | Mi música clásica                       |
| 2023 | Cocinar de memoria                      |
|      | Aquella Sevilla de los cincuenta        |
| 2025 | Madrid. La ciudad que vivo y veo        |

### Poesía
| Año  | Título                          |
| ---- | ------------------------------- |
| 2019 | Conjugación de vida             |
| 2024 | De vida; de poetas, de animales |

### En colaboración
| Año  | Título                    |
| ---- | ------------------------- |
| 1970 | Doctrina y vida           |
| 1977 | Familia e ideologías      |
| 1996 | Anatomía de la juventud   |
| 2002 | Filosofía 1º Bachillerato |
| 2008 | Filosofía 1º Bachillerato |

### Traducciones y selecciones
| Año  | Título                                                                       |
| ---- | ---------------------------------------------------------------------------- |
| 2014 | Pascal, Pensamientos (selección)                                             |
|      | Chateaubriand, Memorias de Ultratumba, El genio del cristianismo (selección) |
| 2015 | Montaigne, Ensayos (selección)                                               |
|      | Bossuet, Oración por Enriqueta                                               |
|      | Dante, Divina Comedia (selección)                                            |
| 2016 | Corneille, El Cid (versión completa)                                         |
| 2017 | Camoens, Los Lusiadas (selección)                                            |
|      | Tomás de Aquino, Antropología (selección)                                    |
|      | Aristóteles, Ética a Nicómaco (selección)                                    |
|      | Racine, Fedra (versión completa)                                             |
| 2019 | Moliére, El avaro (versión completa)                                         |
| 2021 | Dostoievski. Pensamientos y reflexiones.                                     |